# District de Miyaki
Le district de Miyaki (三養基郡, Miyaki-gun) est un district de la préfecture de Saga, au Japon.

## Géographie

### Démographie
Au 1er février 2015, la population du district de Miyaki était de 52 251 habitants répartis sur une superficie de 86,87 km2 (densité de population de 601 hab./km2).

### Communes du district
- Kamimine
- Kiyama
- Miyaki